# Les Ames
Pour les articles homonymes, voir Ames (homonymie).
Leslie Ethelbert George Ames, dit Les Ames, est un joueur de cricket international et manager sportif anglais né le 3 décembre 1905 à Elham et mort le 27 février 1990 à Canterbury. Ce gardien de guichet effectue la totalité de sa carrière au sein du Kent County Cricket Club, de 1926 à 1951. Il dispute 47 test-matchs avec l'équipe d'Angleterre entre 1929 et 1939. Il est le seul gardien à totaliser plus de cent centuries en rencontres « first-class ».

## Biographie
Leslie Ames naît le 3 décembre 1905 à Elham, près de Canterbury, dans le Kent. Il est éduqué à Folkestone à la Harvey Grammar School, où il fait partie de l'équipe de cricket de l'école. Il est employé au Kent County Cricket Club à partir de 1923. Entraîneur au club, G. V. J. Weigall conseille à Ames, qui n'est alors que batteur, de devenir gardien de guichet. Il dispute avec le Kent ses deux premiers matchs répertoriés « first-class » en 1926. L'année suivante est celle de sa première saison complète avec l'équipe première du club. En 1928, il marque 1 919 courses et effectue 122 éliminations. C'est la première fois qu'un gardien dépasse à la fois les 1 000 et courses et les 100 éliminations dans la même saison.
Il fait ses débuts avec l'équipe d'Angleterre en 1929 contre l'Afrique du Sud en tournée dans le pays. Il remplace George Duckworth pour le cinquième et dernier test-match de la série. Il participe ensuite à la tournée anglaise dans les Caraïbes début 1930, pour affronter la sélection des Indes occidentales. Il marque ses deux premiers centuries en test-match, 105 puis 149 courses, lors des deuxième et quatrième parties de la série contre les locaux. En 1931, l'Angleterre accueille la Nouvelle-Zélande. À Lord's, l'association (partnership) entre Les Ames et Gubby Allen accumule au cours d'une manche 246 courses, un record du monde pour le huitième guichet à cette époque. En 1932, il accumule au cours de la saison anglaise 2 482 courses à la moyenne de 57,72 ainsi que 104 éliminations. Il participe à la tournée en Australie en 1932-1933, qui voit le capitaine anglais Douglas Jardine utiliser contre les locaux Bodyline, une tactique qui provoque une vive controverse entre les deux nations. La saison anglaise 1933 le voit marquer plus de 3 000 courses, dont 295 pour ce qui est son meilleur score « first-class ». Parmi ses manches les plus importantes avec l'Angleterre figurent notamment une de 120 courses contre l'Australie à domicile en 1934 et, contre l'Afrique du Sud en 1935, il marque 123 courses en une seule session de jeu, un record de rapidité. Sa carrière internationale se poursuit jusqu'en 1939, s'achevant par une tournée en Afrique du Sud en 1938-1939 au cours de laquelle sa moyenne à la batte en test-matchs est de 67,80.
Chef d'escadrille dans la Royal Air Force pendant la Seconde Guerre mondiale, il reprend sa carrière avec le Kent à l'issue de celle-ci, disputant ses cinq dernières saisons complètes entre 1946 et 1950. Il dépasse la barre des 2 000 courses en 1947. En 1950, il devient le douzième joueur et le premier gardien à passer le cap des 100 centuries marqués en cricket first-class. Il marque ce centième century, 131 courses, contre le Middlesex. En 1950-1951, il est capitaine d'une équipe dite du Commonwealth qui effectue une tournée en Inde et à Ceylan. Il dispute le premier match de la saison 1951 avec le Kent, mais des problèmes de dos le forcent à prendre sa retraite de joueur.
Il est le premier professionnel membre du comité de sélection de l'équipe d'Angleterre de 1950 à 1956 puis en 1958. Il est manager de l'équipe nationale lors des tournées dans les Caraïbes en 1967-1968 et à Ceylan et au Pakistan en 1968-1969. Un rôle similaire lui est affecté pour la tournée en Afrique du Sud en 1968-1969 également, mais celle-ci a été annulée : c'est l'« affaire D'Oliveira ». Il meurt le 27 février 1990 à Canterbury, à l'âge de 84 ans.

## Style de jeu
Les Ames est d'abord un batteur avant de devenir gardien de guichet. Durant la période où il est international, il est préféré à George Duckworth qui, selon John Woodcock, ancien rédacteur en chef du Wisden Cricketers' Almanack, est meilleur gardien mais moins bon batteur que lui, ouvrant la question de la préférence à accorder à l'une ou l'autre qualité en sélectionnant une équipe. Après la Seconde Guerre mondiale, il ne joue plus que comme batteur. Sa technique, classique, repose notamment sur le « drive », un coup joué vers l'avant, la batte faisant un arc de cercle dans un plan vertical.

## Bilan sportif

### Principales équipes
| Internationales          | Internationales | Internationales | Internationales |
| Équipe                   | Test            |                 |                 |
| ------------------------ | --------------- | --------------- | --------------- |
| Angleterre               | 1929 - 1939     |                 |                 |
| Autres                   |                 |                 |                 |
| Équipe                   | First-class     |                 |                 |
| Kent County Cricket Club | 1926 - 1951     |                 |                 |

### Statistiques
Les Ames est le seul gardien de guichet parmi les vingt-cinq joueurs qui ont réussi à marquer au moins cent century en cricket « first-class ». Il en totalise 102. Avec l'Angleterre, en 47 test-matchs, il marque 2 387 courses à la moyenne de 43,40. Cette dernière statistique est l'une des meilleures de tous les temps pour un gardien à ce niveau.

## Honneurs
- Un des cinq Wisden Cricketers of the Year de l'année 1929[9].
- Trophée Walter Lawrence en 1936 et 1939[9].
- Commandeur de l'Ordre de l'Empire britannique (CBE)[2].